# Шнефердінген
Шнефердінген (нім. Schneverdingen) — місто в Німеччині, розташоване в землі Нижня Саксонія. Входить до складу району Гайдекрайс.
Площа — 234,58 км2. Населення становить 18 964 ос. (станом на 31 грудня 2021).